# 约翰·欧文 (神学家)
約翰·歐文（英語：John Owen，1616年—1683年8月24日）是牛津大学一名不从英国国教教会的领袖、神学家和学术领导者。
他曾短暂担任大学选区的议员，1654年至1655年担任国会议员。

## 早期生活
歐文有著威爾士血統，出生於牛津郡的斯塔德漢普頓，在牛津大學皇后學院接受教育（1632年獲得學士學位，1635年獲得碩士學位）；據托馬斯-富勒說，當時該學院因其形而上學者而聞名。歐文從小就是清教徒，1637年被勞德的新法規趕出了牛津，成為羅伯特-多默爵士家的牧師和家庭教師，後來又成為拉弗拉斯勳爵家的教師。英國內戰爆發時，他站在議會一邊，因此失去了自己的位置和繼承其威爾士保皇黨叔叔財產的前景。有一段時間他住在查特豪斯院子里，被宗教問題困擾著。他的疑慮被一個陌生人在聖瑪麗-奧德曼伯里教堂的佈道所消除，他曾在那裡打算聽老埃德蒙-卡拉米的演講。歐文的第一本出版物《阿米念主義（協同主義）的展示》（1642年），是對加爾文主義（單一主義）的激烈辯護。這本書是獻給宗教委員會的，並為他贏得了埃塞克斯郡福特漢姆的生活，那裡有一位 "可恥的牧師 "被逐出去了。在福特漢姆，他一直全神貫注於教區的工作，只寫了《牧師的責任和傑出的人》，直到1646年，老任職者去世後，他的文稿落到了贊助人手中，後者將其交給了別人。
1644年，歐文與瑪麗-魯克（1675年去世）結婚。這對夫婦有11個孩子，其中10個在嬰兒期就死了。一個女兒活到了成年，結了婚，此後不久死於肺病。18個月後，他與多蘿西-德奧里結婚，她是托馬斯-德奧里的富有的遺孀，是斯塔漢普頓地主家庭的成員。

## 生平
4月29日，他在長安議會上講道。在這篇佈道中，以及他附在佈道中的《教會政府實踐的鄉村論文》中，可以看出他從長老會主義中脫離出來，轉向獨立或公理會制度的傾向。像約翰-米爾頓一樣，他認為在 "新長老 "和 "舊牧師 "之間沒有什麼可選擇的。
他成為埃塞克斯郡科格斯霍爾的牧師，那裡有大量的佛蘭德商人湧入。他對公理會原則的採納並沒有影響他的神學立場，1647年他在《基督之死》中再次反對阿米念主義，這使他與理查德-巴克斯特進行了長時間的辯論。他在費爾法克斯圍攻科爾切斯特時結識了後者，並在那裡向軍隊發表了反對宗教迫害的講話。他被選中在國王查理一世被處決的第二天向議會佈道，並成功地完成了任務，但沒有直接提及這一事件。
4月29日宣講的另一篇佈道，是對高層宗教真誠的懇求，不僅贏得了議會的感謝，也贏得了奧利弗-克倫威爾的友誼，他把歐文帶到愛爾蘭擔任牧師，讓他管理都柏林三一學院的事務。他為愛爾蘭的宗教需求向下議院求情，正如幾年前他為威爾士的宗教需求求情一樣。1650年，他陪同克倫威爾在蘇格蘭作戰。1651年3月，克倫威爾以牛津大學校長的身份授予他牛津大學基督教堂大教堂的院長職位，並於1652年9月任命他為牛津大學副校長；在這兩個職位上他都接替了長老會成員愛德華-雷諾茲。
在牛津大學八年的官方生活中，歐文表現出他是一個堅定的紀律者，他的方法是徹底的，儘管正如約翰-洛克所證明的那樣，亞里士多德的教育傳統沒有發生變化。他與菲利普-奈一起揭開了流行的占星家威廉-利利的面紗，儘管他也曾因擾亂治安而判處兩名女教士鞭刑，但他的統治並不是不寬容的。英國聖公會的服務在這裡和那裡進行，而在基督教堂本身，英國聖公會的牧師仍然留在學院裡。雖然牛津大學很少鼓勵自由探索的精神，但清教主義在牛津大學並不是簡單地試圖將教育和文化強加到 "加爾文主義神學的鉛模 "中。歐文與他同時代的許多人不同，他對新約聖經比對舊約更感興趣。在牛津大學期間，他寫了《正義的神》（Justitia Divina）（1653年），闡述了上帝沒有贖罪就不能赦免的教條；《與上帝的交流》（1657年），《聖徒堅韌的學說》（1654年），他對阿米念主義的最後攻擊；《報復福音》（Vindiciae Evangelicae），這是根據國務會議的命令寫的論文，反對約翰-比德爾闡述的索西尼亞主義；《誘惑》（Of Temptation）（1658年），試圖將清教徒從教派主義和法利賽主義的刺耳的無政府狀態中喚醒，法利賽主義緊隨其後，威脅到早期的純樸性，是他所有著作中最易讀的一部。

## 政治生活
除了關注學術和文學，歐文還不斷參與國家事務。1651年10月24日（在伍斯特市之後），他在議會前宣講了感恩佈道。1652年，他參加了一個審議愛爾蘭新教狀況的委員會。1653年10月，他是克倫威爾召見的幾位牧師之一，就教會聯合問題進行了磋商。12月，牛津大學授予他神學博士學位。在1654年的第一屆保護國議會中，他作為牛津大學唯一的議員出席了很短的時間，並與巴克斯特一起被安排在委員會中，負責解決《政府文書》中承諾的寬容所需的 "基本要素"。同年，他擔任蘇格蘭教會事務委員會的主席。他也是特里爾家族的一員，而且在這個職位上似乎表現得很仁慈和溫和。作為副大臣，當1655年威爾特郡爆發保皇黨人的起義時，他表現出了準備和精神；然而，他對克倫威爾的追隨絕不是奴顏婢膝，因為他應德伯勒和普雷德的要求，起草了一份反對他獲得王位的請願書。因此，當理查德-克倫威爾接替他父親成為首相時，歐文失去了副首相的職位。1658年，他在獨立派會議上發揮了主導作用，會議起草了《薩瓦宣言》（公理會的教義標準，以《威斯敏斯特信仰告白》為基礎）。
1658年奧利弗-克倫威爾去世後，歐文加入了沃林福德宮黨，雖然他否認在理查德-克倫威爾的廢黜中佔有任何份額，但他更傾向於一個簡單的共和國的想法，而不是一個保護國的想法。他協助恢復了殘餘議會，當喬治-蒙克開始向英格蘭進軍時，歐文以蒙克應該屬於的獨立教會的名義寫信勸阻他，而獨立教會對他的意圖感到焦慮。1660年3月，長老會黨派佔了上風，歐文被剝奪了他的院長職位，還給了雷諾茲。他退休到斯塔德姆，在那裡寫了各種有爭議的神學作品，特別是他費盡心機的《神學的興起和進步》（Theologoumena Pantodapa）。許多權威人士對他在知識方面的傑出表現表示尊重，這為他贏得了其他非教徒所不能享有的豁免權。1661年，方濟各會修士約翰-文森特-凱恩（John Vincent Cane）出版了著名的《菲亞特-盧克斯》（Fiat Lux）一書；其中，羅馬天主教的一體性和美麗與新教教派的混亂和多變形成對比。在克拉倫登的要求下，歐文於1662年在他的《反駁》中回答了這個問題；這部作品取得了巨大的成功，以至於如果他願意順從的話，他就會得到晉升的機會。歐文的條件是讓所有在教義上與英國教會有分歧的人獲得自由；因此談判沒有結果。
1663年，歐文應馬薩諸塞州波士頓公理會的邀請，成為他們的牧師，但他拒絕了。修道院法案和五英里法案把他趕到了倫敦；1666年，大火過後，他和其他主要的非傳統派牧師一樣，建立了一個公共服務室，並召集了一個主要由舊聯邦官員組成的會眾。1862年的一份資料說，"這個會眾因其成員的級別和價值比其人數更突出"，並舉出了與克倫威爾的妹妹結婚的士兵約翰-德斯伯勒、另一名士兵詹姆斯-貝里（少將）的例子； 娶了克倫威爾女兒的士兵查爾斯-弗利特伍德；弗利特伍德的繼女布里奇特-本迪什；約翰-哈托普爵士和他的妻子，弗利特伍德的女兒伊麗莎白；弗利特伍德家隔壁鄰居艾伯尼公園的瑪麗女士；以及哈弗捨姆夫人。
與此同時，歐文不停地寫作；1667年，他發表了他的《教義》，這導致了巴克斯特提出的 "比外交手段更尖銳 "的聯合建議。各種文件都通過了，一年後，歐文的以下勸告性說明結束了這一嘗試： "我仍然是這些數學的祝福者"。也是在此時，他發表了關於《希伯來書》的龐大著作的第一部分，以及他對《詩篇》130篇的實用闡釋（1668年）和他關於內住之罪的研究書。
1669年，歐文給新英格蘭的公理會成員寫了一份激烈的抗議書，這些人在長老會主義的影響下，表現出自己是迫害者。在國內，他也在為同樣的事業忙碌。1669年，塞繆爾-帕克的《教會政治論》以笨拙的不容忍態度攻擊了非改教派。歐文回答了他（《真理與清白的證明》，1669年）；帕克在他的《教會政治的辯護與延續》（1671年）中做出了進攻性的回答。然後，安德魯-馬維爾在《排練的轉述》（1672年和1673年）中用戲謔和諷刺的方式最終解決了帕克的問題。歐文自己也寫了一篇《論三位一體》（1669年）和《基督教的愛與和平》（1672年）的小冊子。
在1670年恢復《修道院法案》時，歐文被任命起草一份理由文件，提交給上議院以示抗議。在這一年或下一年，哈佛大學邀請他擔任校長；他也收到了荷蘭一些大學的類似邀請。當國王查理二世於1672年發表《赦免宣言》時，歐文起草了一份感謝信；歐文是獨立派和長老會在布羅德街的王子廳聯合舉辦的每周講座的首批傳教士之一。他受到許多貴族的尊重，在1674年期間，國王查爾斯二世和他的兄弟詹姆斯二世都向他保證他們對異教徒的良好願望。查爾斯給了他1000幾尼，以解救那些被嚴厲法律壓迫的人，他還能促使約翰-班揚獲釋，他很欣賞班揚的傳教。1674年，歐文受到了聖保羅教堂院長威廉-謝洛克的攻擊。從這時起直到1680年，他一直在從事他的牧師工作和寫作。

## 晚年生活
他後來的主要著作有《論叛教》（1676年），對復辟時期的宗教進行了悲傷的描述；《論聖靈》（1677-78年）和《成義論》（1677年）。然而在1680年，斯蒂林弗里特在5月11日宣講了他的 "分離的弊端 "的佈道，歐文在他的《簡要平反》中為不服輸的人辯護，以免他們被指控分裂。巴克斯特和豪也回答了斯蒂林弗里特，後者在《分離的不合理性》中作了回答。歐文再次回答了這個問題，然後把爭論留給了一幫熱心的戰鬥者。從這時到他去世，他一直忙於寫作，只因患有腎結石和哮喘，以及被指控與黑麥屋陰謀有關的荒謬指控而感到不安。他最重要的作品是《福音派教會論》，其中包含了他對教會管理的最新觀點。他死在伊林，距離他在1662年聖巴塞洛繆日與其他許多人一起出去僅僅21年，並於1683年9月4日被埋葬在邦希爾場。

## 神學影響
約翰-歐文所講的公義神學被伍布魯日的荷蘭牧師亞歷山大-康利（1706-74）在他自己的論戰中用來反對他所看到的荷蘭新學派。就像歐文一樣，康利強調的一點是，在上帝給罪人以信心之前，他看重的是基督的功績。正是由於基督的功勞，罪人才得到了信仰的禮物，相信基督獲得了救贖。對康利來說，歐文是一個神學權威，他可以很好地利用他自己的因信稱義神學。

## 著作
截至2007年，歐文的大量作品大部分仍在印刷中：
- 《與神交融》，《基督教遺產》。ISBN 1-84550-209-4。
- 約翰-歐文的作品（2000年）。在CD-ROM上，來自Agees Software。ISBN 5-550-03299-6. 關於聖經的希伯來語和希臘語文本的完整性和純潔性；以及對晚期" Biblia Polyglotta "的序言和附錄的考慮，載於第九卷，《約翰-歐文的作品》，編輯。Gould, William H, & Quick, Charles W., Philadelphia, PA： Leighton Publications, (1865)
- 真理之旗信託公司的《作品集》共16卷。ISBN 0-85151-392-1。
- 《希伯來書評論》共7卷，由真理之旗信託基金提供。ISBN 0-85151-619-X。
- The Mortification of Sin, Christian Heritage Publishers. ISBN 1-85792-107-0。
- Biblical Theology： 《從亞當到基督的神學史》或《神學真理的性質、起源、發展和研究》，共六冊，Soli Deo Gloria Ministries。ISBN 1-877611-83-2。
- 罪與誘惑： 對個人神性的挑戰。James M. Houston為現代讀者對歐文的兩部作品進行了刪減。ISBN 1-55661-830-1.
- The Glory of Christ： 他的職務和他的恩典》。ISBN 1-85792-474-6.
- 約翰-歐文論試探--它的性質和力量，進入它的危險和防止危險的手段，迪戈里出版社，ISBN 978-1-84685-749-2
- 《基督之死中的死亡》，迪戈里出版社，ISBN 978-1-84685-740-9
- 《福音的神聖力量》，迪戈里出版社，ISBN 978-1-84685-740-9
- 《神聖正義論》，迪戈里出版社，ISBN 978-1-84685-785-0
- 《上帝選民信仰的福音基礎和證據》，迪戈里出版社，ISBN 978-1-84685-757-7
- 約翰-歐文論聖靈--聖靈與重生（《圣灵论》第三冊），迪戈里出版社，ISBN 978-1-84685-810-9
- 約翰-歐文論聖靈--作為安慰者的聖靈（《圣灵论》第八冊），迪戈里出版社，ISBN 978-1-84685-750-8
- 約翰-歐文論聖靈--聖靈與禱告（《圣灵论》第七冊），狄戈里出版社，國際標準書號978-1-84685-752--。
- 約翰-歐文論聖靈--圣灵的恩賜（《圣灵论》第九冊），狄戈里出版社，ISBN 978-1-84685-751-5
- 約翰-歐文博士的《牛津演講》。Ed. Peter Toon. Trans. [從拉丁文]由約翰-格魯克監制。卡靈頓（康沃爾）： Gospel Communication. 1971. ISBN 9780950125213 在線版。
- A Brief Declaration and Vindication of the Doctrine of the Trinity, as also of the Person and Satisfaction of Christ (1699) - a refutation of Socinianism, in particular against the teaching of John Biddle。